# Pokémon Trading Card Game Pocket
《Pokémon Trading Card Game Pocket》（簡稱寶可夢TCG Pocket或PTCG Pocket或PTCGP）是寶可夢集換式卡牌遊戲的數位版本，由Creatures和DeNA開發，寶可夢公司發行，於2024年2月27日的寶可夢新作發表會揭曉，並於2024年10月30日在iOS和Android裝置上發布。玩家可以在此遊戲中蒐集虛擬寶可夢卡牌，建構牌組並與其他玩家對戰，遊戲保留了實體卡牌核心機制並加入每日獎勵機制。
截至2024年11月2日，遊戲下載量已突破1,000萬次，收益超過1,200萬美元。其中日本貢獻了約45%的收益，美國居次，佔25%。

## 遊戲機制
《寶可夢TCG Pocket》將寶可夢集換式卡牌遊戲的遊戲體驗帶到行動裝置上，玩家使用遊戲內的數位卡牌建構牌組，與AI或真人玩家對戰，遊戲玩法基本上與實體卡牌一致，玩家需從牌組中抽牌、將寶可夢派到場上、為寶可夢賦予能量，讓它們可以發動技能，並與其他寶可夢對戰。遊戲的戰略要素還包括使用訓練家卡片、讓寶可夢進化以及資源管理。

### 與實體卡牌差異
《寶可夢TCG Pocket》保留了實體寶可夢集換式卡牌遊戲的核心遊戲機制，但簡化了部分內容：
- 牌組張數從60張減至20張。[6]
- 玩家不需要在牌組中放「能量卡」，能量改由系統於每回合供應。[6]

### 收集卡牌

#### 卡牌稀有度
卡牌稀有度可分為11種來表示，分別為1到4颗、1到3颗、1到2顆、1個及特典卡 (Promo Card)。

#### 開封擴充包
每12個小時會恢復1點「開包力」，消耗1點可開啟1個擴充包獲得5張卡牌，基礎上限為2點，特級上限為3點。玩家可使用「開包沙漏」或「寶可金塊」等道具縮短等待時間。

#### 得卡挑戰
從好友或其他玩家開封的擴充包內容中，隨機獲得1張相同的卡牌，每張的獲得機率皆為1/5。每次挑戰依照該卡包的卡片稀有度消耗1到4點「挑戰力」，每12小時會恢復1點，也可使用「挑戰沙漏」或「寶可金塊」等道具縮短「挑戰力」的恢復時間。
含有3、或稀有度卡片的卡包不會出現在得卡挑戰中。
如果用其他語言玩家開封的擴充包遊玩「得卡挑戰」，就會獲得不同語言的卡牌。

#### 交換
消耗「交換力」和好友交換寶可夢卡牌。交換時首先要選擇在遊戲裡已成為好友的玩家，向對方提出交換的要求並提議自己想要交換的卡牌。如果交換成立，自己的卡牌就能和對方的卡牌交換。交換雙方的卡牌需為相同稀有度才能交換，且可交換的卡牌限定為稀有度1〜4與1的卡牌，不包含最新出的擴充包內容。
目前交換3〜4與1的卡片需要消耗「交換代幣」。「交換代幣」的獲得方式為分解擁有3張以上的3以上稀有度的卡片，根據所分解的卡片稀有度獲得不同數量，此外也可以透過各種任務來獲得。官方預計於2025年的夏季至秋季更新交換功能，廢止「交換代幣」並變更為消耗「閃亮沙子」。

### 與他人對戰

#### 私人對戰賽
輸入通關密語後與使用相同密語的玩家進行對戰。不會獲得經驗值，戰績也不會記錄在「與他人對戰」的統計中。

#### 隨機對戰賽
隨機與世界各地的玩家進行配對對戰。可選擇的對戰立場有「新手」和「卡牌玩家」兩種，不過目前並無限制進入「新手」對戰的條件。

#### 活動對戰
在舉辦「徽章活動」時可以選擇。於活動期間內在活動對戰中累積勝場或連勝場數來獲得徽章。

#### 級別對戰賽
在官方規定的活動舉辦期間與配對到相近級別的玩家對戰，每次獲勝可得到10分，目前分為5個主要級別，由低到高分別為"新手級"、"精靈球級"、"超級球級"、"高級球級"及"大師球級"，隨著積分的提高玩家的級別也會提高。在活動結束後依照玩家當下的級別獲得對應的勳章及獎勵開包沙漏。下個賽季開始時的初始階級點數，會依據上個賽季的最終階級決定。
在大師球階級若進入前1萬名，則會顯示自己的排名，且可獲得100個開包沙漏。
官方預計在2025年6月賽季開始，「高級球級」與「大師球級」將新增連勝獎勵。並且自2025年7月賽季開始，賽季期間內將不再出現從「大師球級」降級至「高級球級」，或從「高級球級」降級至「超級球級」的情況。

### 單人對戰

#### 分級對戰
與擴充包特定牌組的電腦進行對戰，其難度依等級設定可分為3個等級，由簡單到困難分別為"初級"、"中級"及"高級"等，每個擴充包都會有官方推薦的牌組併入挑戰中。首次通關時可以獲得「開包沙漏」、「閃亮沙子」及「商品卷」等報酬，每關皆有2個到4個課題可以完成，完成後以「商品卷」作為其報酬。

#### 精英對戰
玩法與分級對戰相同，但難度較分級對戰高。首次通關獎勵與分級對戰相同，每關皆有5個課題可以完成，報酬與分級課題相同。

#### 活動對戰(掉落活動)
每當新擴充包新增一陣子時會舉辦的掉落活動模式。在活動期間與特定牌組的電腦進行對戰，其難度與分級對戰、精英對戰相同，首次通關時可獲得「開包沙漏」與「當期活動限定特典擴充包」等報酬，每次通關時也皆可獲得機率報酬。遊玩時需消耗1個「活動力」，若關卡失敗則不扣除，可使用「活動沙漏」或「寶可金塊」等道具來縮短「活動力」的恢復時間。每關依舊有課題可以完成，但以「活動沙漏」與「挑戰沙漏」為報酬。特典擴充包可以獲得當期活動的特典卡，其招式與原擴充包相同。

## 擴充包更新紀錄
| 擴充包名稱   | 代號 | 更新日期       | 前次更新間隔 | 開放交換日期  | 對應世代                                   |
| ------------ | ---- | -------------- | ------------ | ------------- | ------------------------------------------ |
| 最強的基因   | A1   | 2024年10月30日 | -            | 2025年1月29日 | 寶可夢 紅&綠&藍 (第一世代)                 |
| 幻遊島       | A1a  | 2024年12月17日 | 48天         | 2025年1月29日 | 世代混合                                   |
| 時空激鬥     | A2   | 2025年1月30日  | 44天         | 2025年2月28日 | 寶可夢 鑽石&珍珠 (第四世代)                |
| 超克之光     | A2a  | 2025年2月28日  | 29天         | 2025年3月27日 | 世代混合                                   |
| 嗨放異彩     | A2b  | 2025年3月27日  | 27天         | 2025年4月30日 | 世代混合                                   |
| 雙天之守護者 | A3   | 2025年4月30日  | 34天         | 2025年5月29日 | 寶可夢 太陽&月亮 (第七世代)                |
| 異次元危機   | A3a  | 2025年5月29日  | 29天         | 2025年6月26日 | 世代混合                                   |
| 伊布花園     | A3b  | 2025年6月26日  | 27天         | 2025年7月30日 | 世代混合                                   |
| 天與海的指引 | A4   | 2025年7月30日  | 34天         | 未開放        | 寶可夢 金／銀 寶可夢 心金／魂銀 (第二世代) |

## 開發
將寶可夢卡牌遊戲數位化的概念在Pokémon GO首次發布時開始成形，遊戲製作人廣部圭太表示，讓遊戲變得更平易近人、降低遊玩門檻是寶可夢公司在開發過程中的兩個主要目標。

## 發行
《寶可夢TCG Pocket》於2024年2月27日的寶可夢新作發表會揭曉，在寶可夢世界錦標賽閉幕式上發布遊戲的新預告片並揭露正式發布日期，而8月時，寶可夢公司宣布已經有600萬人預先註冊了遊戲。

## 外部連結
- 官方网站